# Maasdam (schip, 1993)
De Maasdam is een cruiseschip van de Holland-Amerika Lijn. Het schip werd in 1993 in dienst gesteld bij de Holland-Amerika Lijn. De haven van Rotterdam is net als voor alle andere schepen van de Holland-Amerika Lijn de thuishaven van de Maasdam.
Het schip wordt voortgestuwd door een diesel-elektrisch voortstuwingsysteem bestaande uit:
- 2 dieselgeneratoren : Sulzer 12ZAV
- 3 dieselgeneratoren : Sulzer 8ZAL
- 1 elektrisch netwerk met: 6,6 kilovolt grid, transformatoren en cycloconverters voor de elektrische voorstuwingsmotoren.
- 2 elektrische voortstuwingsmotoren (PEM) van 12 megawatt elk.

Om de manoeuvreerbaarheid van het schip te verhogen heeft het schip:
- 1 elektrische hekschroef van 720 kilowatt
- 2 elektrische boegschroeven van 720 kilowatt elk

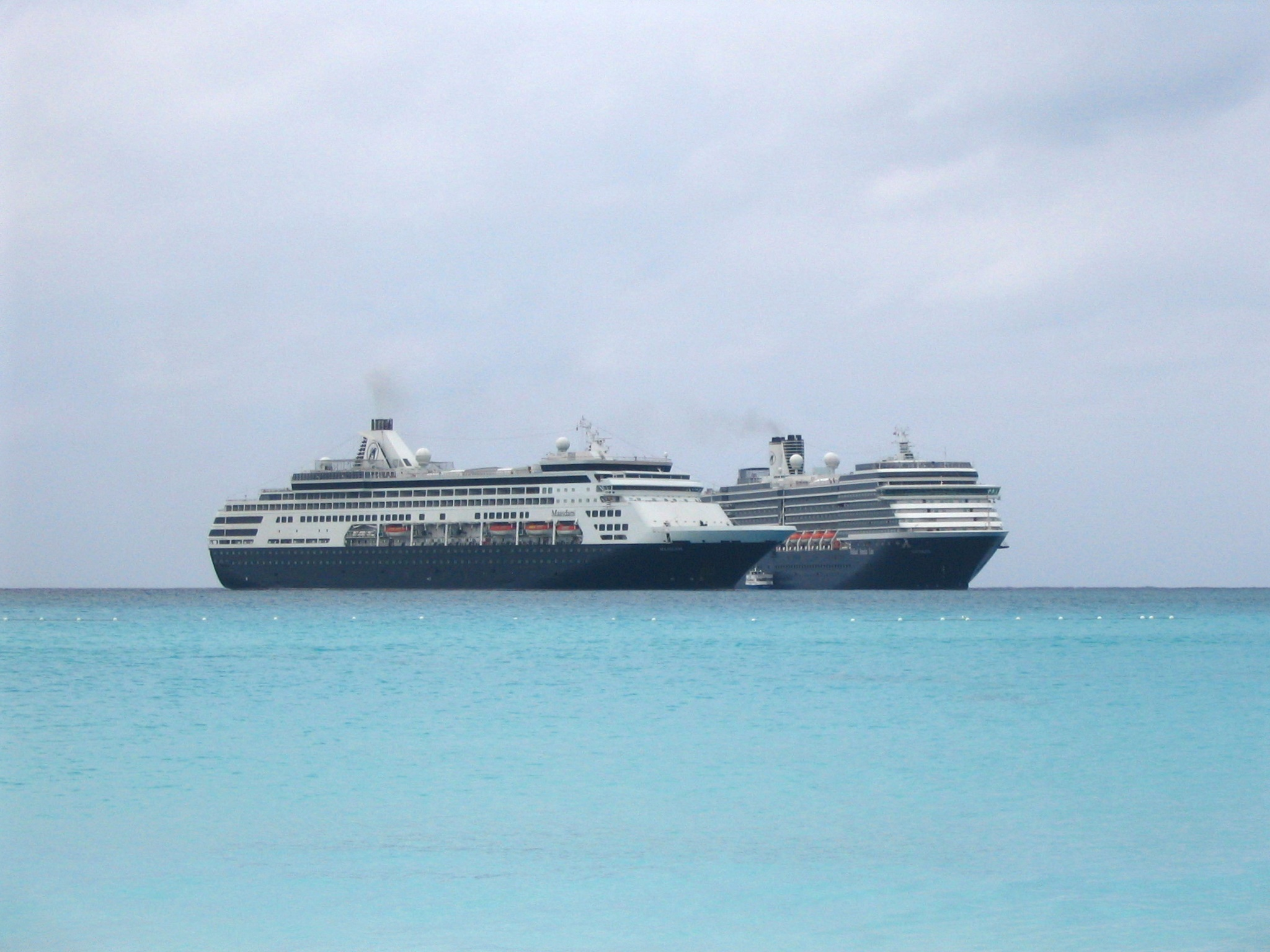
De Maasdam en de Westerdam bij het Bahamaanse eiland Half Moon Cay

De Maasdam is vanwege de COVID-19-pandemie verkocht aan een onbekende koper. Het schip arriveerde in juli 2020 in Piraeus, Griekenland en werd omgedoopt tot MS Aegean Myth.
Amsterdam ·
Eurodam · 
Koningsdam ·
Maasdam ·
Noordam ·
Oosterdam ·
Prinsendam ·
Rotterdam ·
Ryndam ·
Statendam ·
Veendam ·
Volendam ·
Westerdam ·
Zaandam ·
Zuiderdam